# Îlet à Cordes

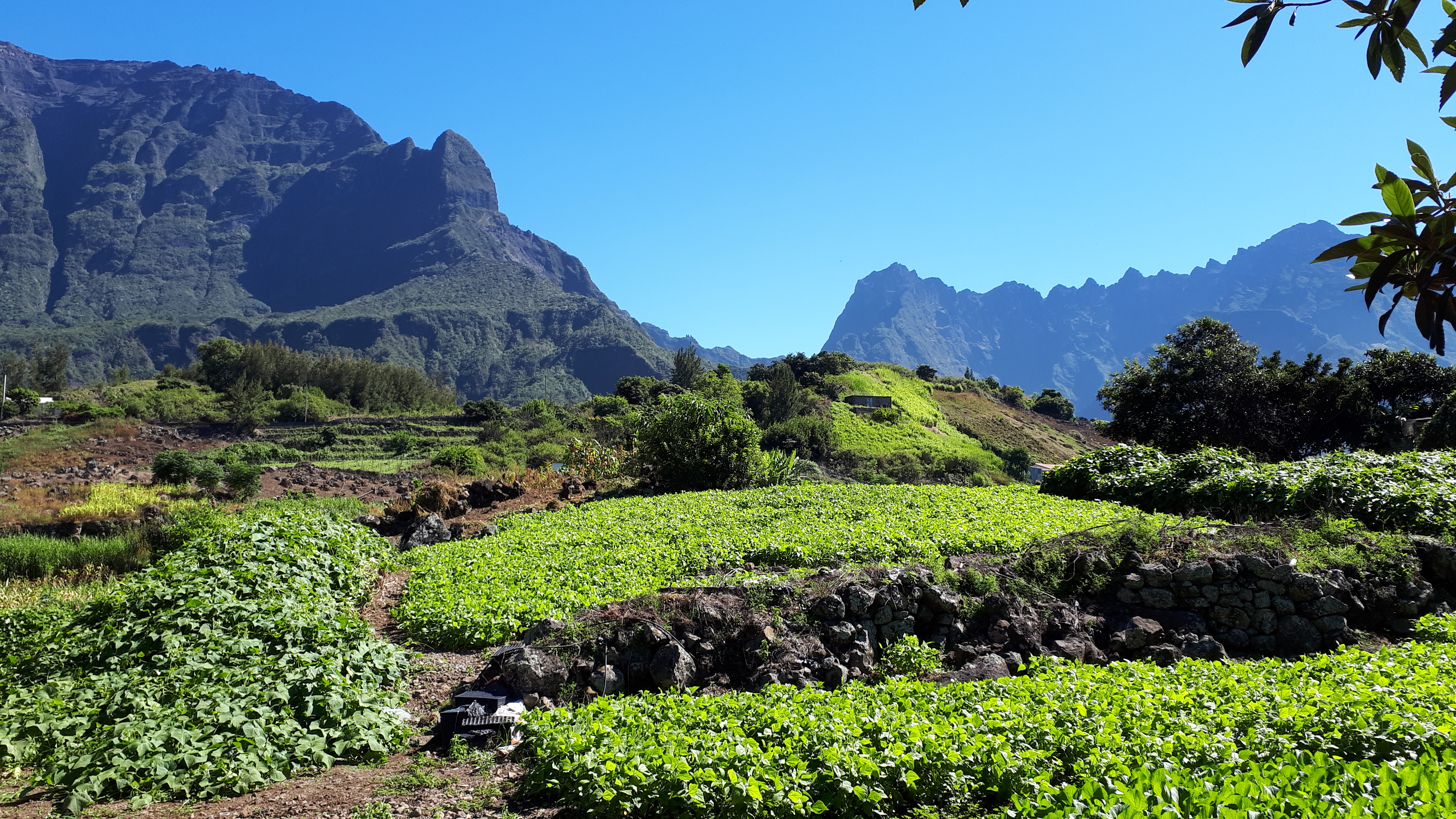
Panorama sur l'Ilet à Cordes

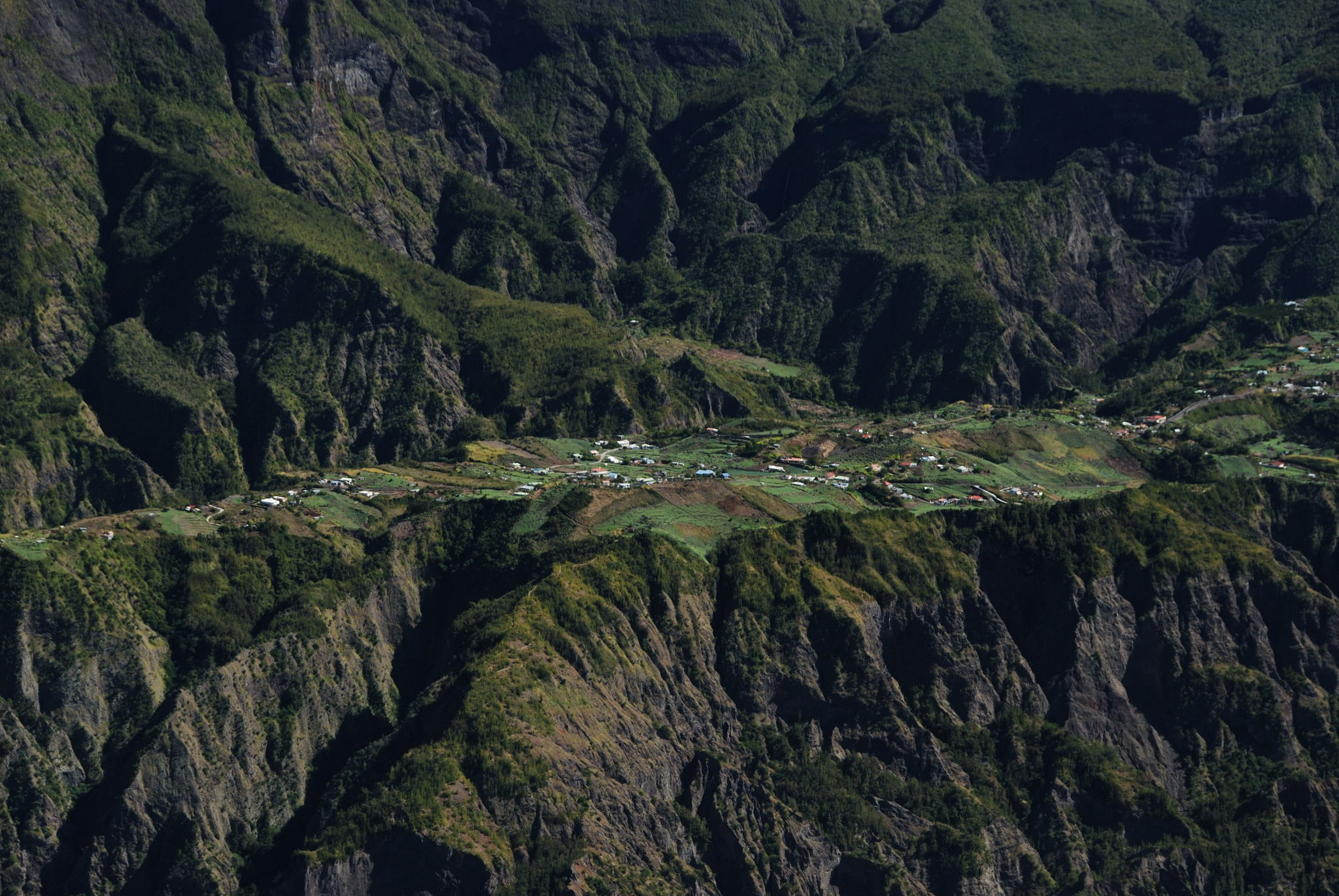
Autre vue.

Îlet à Cordes est un îlet de l'île de La Réunion, département d'outre-mer français dans le sud-ouest de l'océan Indien. Ce petit hameau est installé sur un plateau isolé à l'ouest du centre-ville de la commune Cilaos et dans le nord-ouest du cirque naturel du même nom. Seule une route étroite à flanc de montagne permet de relier le bourg, à onze kilomètres de là.

## Historique
L'îlet, habité par des esclaves fugitifs, fut découvert pour la première fois par François Mussard en octobre 1751. Il y découvrit deux camps de marrons et l'expédition se solda par la mort de trois marrons et la prise d'un butin composé de trois fusils, de fourches, de serpes, de marmites, de pioches et de lances de fer.

## Toponymie
L'îlet doit son nom à l'époque durant laquelle il était occupé par des esclaves marrons, ces derniers y accédant au moyen de cordes plutôt que par des sentiers afin de ne pas laisser de traces susceptibles de révéler leur présence aux chasseurs d'esclaves.

## Caractéristiques actuelles
Îlet à Cordes compte actuellement 431 habitants répartis dans 138 logements.